# 米爾霍羅德車站

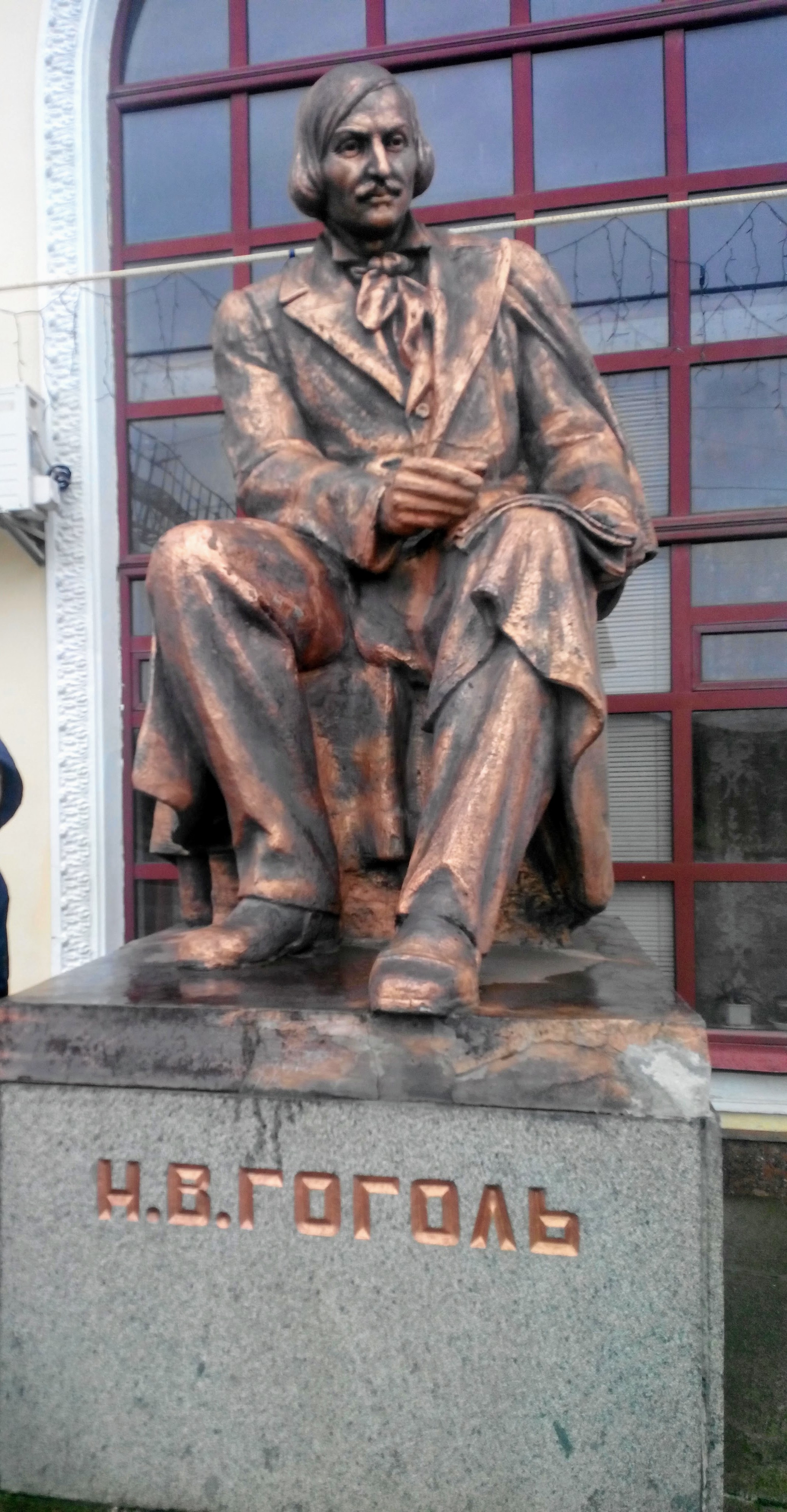
車站入口處的尼古拉·果戈里雕像

米爾霍羅德（羅馬化：Myrhorod）是位於烏克蘭波爾塔瓦州米爾霍羅德的主要鐵路車站。車站鄰近米爾霍羅德礦泉水廠。

## 歷史
車站啟用於1899年12月28日。第二次世界大戰期間，該站遭到嚴重破壞。1951年才開始修復。火車站重建項目由建築師葉夫亨·利馬爾主導。
車站入口處裝飾著一尊烏克蘭裔作家尼古拉·果戈里的青銅半身像，建於1904年，同樣於在第二次世界大戰期間被毀。不久，基輔藝術工作室設置了一座新的紀念碑。1952年，為紀念果戈里逝世100週年，一座鋼筋混凝土雕塑啟用。